# Жуїс-ді-Фора (мікрорегіон)

Жуїс-ді-Фора на карті штату Мінас-Жерайс

Жуїс-ді-Фора (порт. Microrregião de Juiz de Fora) — мікрорегіон у Бразилії, входить до штату Мінас-Жерайс. Складова частина мезорегіону Зона-да-Мата. Населення становить 724 273 чоловік на 2006 рік. Займає площу 8923,426 км². Густота населення — 81,2 чол./км².

## Склад мікрорегіону
До складу мікрорегіону включені такі муніципалітети:
1. Арасітаба
2. Белміру-Брага
3. Біас-Фортіс
4. Бікас
5. Шиадор
6. Шакара
7. Коронел-Пашеку
8. Дескоберту
9. Юбанк-да-Камара
10. Гояна
11. Гуарара
12. Жуїс-ді-Фора
13. Ліма-Дуарті
14. Мар-ді-Еспанья
15. Маріпа-ді-Мінас
16. Матіас-Барбоза
17. Оларія
18. Олівейра-Фортіс
19. Пайва
20. Педру-Тейшейра
21. Пекері
22. Піау
23. Ріу-Нову
24. Ріу-Прету
25. Рошеду-ді-Мінас
26. Санта-Барбара-ду-Монті-Верді
27. Санта-Ріта-ді-Ібітіпока
28. Санта-Ріта-ді-Жакутінга
29. Сантана-ду-Дезерту
30. Сантус-Думонт
31. Сенадор-Кортіс
32. Сіман-Перейра
33. Сан-Жуан-Непомусену

| Бразилія | Це незавершена стаття з географії Бразилії. Ви можете допомогти проєкту, виправивши або дописавши її. |